# Massingy (Côte-d’Or)
Massingy település Franciaországban, Côte-d’Or megyében. Lakosainak száma 172 fő (2022. január 1.). Massingy Chaumont-le-Bois, Châtillon-sur-Seine, Prusly-sur-Ource, Vannaire, Montliot-et-Courcelles és Mosson községekkel határos.

## Népesség
A település népességének változása:
| Lakosok száma | 125  | 116  | 130  | 161  | 154  | 155  | 152  | 153  | 159  | 172  |
|               | 1968 | 1982 | 1990 | 2006 | 2013 | 2015 | 2017 | 2019 | 2020 | 2022 |